# Gummy
Park Ji Yeon (em coreano:  박지연; nascida em 8 de abril de 1981), mais conhecida pelo seu nome artístico Gummy (em coreano:  거미; coreano para "aranha"), é uma cantora sul-coreana que atuava pela YG Entertainment.

## Discografia

### Álbuns de estúdio
| Ano  | Detalhes do álbum | Lista de faixas |
| ---- | --- | --- |
| 2003 | Like Them - Lançamento: 7 de fevereiro de 2003 - Gravadora: YG Entertainment - Língua: Coreana - Vendas: 75.000      | Faixas 1. 하고 싶은 말 (Words I Want To Say) 2. 그대 돌아오면 (If You Come Back To Me) 3. 친구라도 될 걸 그랬어 (We Should’ve Been Friends) 4. Wanna Be 5. 나는 (I Am) 6. Do It 7. 부탁 (Request) 8. Phone Call 9. 거기 그대로 (Stay There) 10. 언제라도 (Anytime) 11. 오늘도 온종일 (All Day Long) 12. 가버려 (Go Away) |
| 2004 | It's Different - Lançamento: 9 de setembro de 2004 - Gravadora: YG Entertainment - Língua: Coreana - Vendas: 132.000 | Faixas 1. Gummy Skills (Introdução) 2. 하고 싶었어 (Wanted To) 3. 내 곁에 잠이 든 이 밤에 (Sleeping Beside Me Tonight) 4. 날 그만 잊어요 (Please Forget Me) 5. 기억상실 (Memory Loss) 6. Love Again (feat. Ha Dong Kyun) 7. Tonight (feat. Wheesung) 8. Dance Dance (feat. Song Baek Kyoung do 1TYM) 9. 그녀보다 내가 뭐가 (What Makes Her Better Than Me) 10. So Much (feat. Masta Wu) 11. Witches (Doo-Loo-Wap) (feat. Lee Eun Joo e Taebin do 1TYM) 12. Round 1 (feat. Jinu e Lexy) 13. 인연 (Meant to Be) 14. It (Don't Matter No More) 15. Singing My Blues (Outro) 16. 날 그만 잊어요 (Please Forget me (versão acústico) (faixa bônus) |
| 2005 | For The Bloom - Lançamento: 1º de setembro de 2005 - Gravadora: YG Entertainment - Língua: Coreana - Vendas: 75.000  | Faixas 1. Gummitro 2. Holic 3. 손틈새로 (Hands) 4. 아니 (No) 5. 어른아이 (Childish Adult) 6. 오늘은 헤어지는 날 (Today We Part Ways) 7. Trap 8. 평균 (Average) 9. 혼자만 하는 사랑 (Unrequited Love) 10. 실수 (Mistake) 11. Secret 12. 옷 (Clothes) 13. 저기 가는 사람 (The Person Walking Away) 14. Escape |
| 2006 | Unplugged - Lançamento: 28 de abril de 2006 - Gravadora: YG Entertainment - Língua: Coreana - Vendas: 30.000         | Faixas 1. 그대 돌아오면 (If You Come Back To Me) 2. 친구라도 될 걸 그랬어 (We Should’ve Been Friends) 3. 혼자만 하는 사랑 (Unrequited Love) 4. 손 틈새로.. (Hands) 5. 어른아이 (Childish Adult) 6. 날 그만 잊어요 (Please Forget Me) 7. 아니 (No) 8. 하고 싶었어 (Wanted to) 9. 기억상실 (Memory Loss) 10. Dance Dance 11. 나는.. (I Am) 12. 부탁 (Request) |
| 2008 | Comfort - Lançamento: 12 de março de 2008 - Gravadora: YG Entertainment - Língua: Coreana                            | Faixas 1. Intro: Work it now (feat. G-Dragon) 2. Clap your hands (feat. Perry) 3. 미안해요 I'm Sorry (feat. T.O.P) 4. 사랑하지 말아요 (Don't Fall In Love) 5. 거울을 보다가 (Looking In The Mirror (feat. Red Roc) 6. Let's Get It Party (feat. 45RPM) 7. 마지막 파티 (Last Party) 8. 따끔 (Stings) 9. 이별이 아니길 (Hope It's Not A Good bye) 10. I’m gonna miss u (feat. Kim Ji Eun do Lady Collection) 11. 여기까지만 (That's All From Here Now (feat. Skull) 12. 환각 (Illusion) 13. 음악이 끝나기 전에 (Before The Music Ends) 14. 미안해요 (I'm Sorry) (Hare trance remix)                                                             |

### Mini-álbuns (EP)
| Ano  | Detalhes do álbum                                                                          | Lista de faixas |
| ---- | ------------------------------------------------------------------------------------------ | --- |
| 2011 | Loveless - Lançamento: 29 de abril de 2011 - Gravadora: YG Entertainment - Língua: Coreana | Faixas 1. 그만 헤어져 (Let's Break Up) 2. Because Of You 3. 사랑은 없다 (There is No Love) 4. 남자라서 (Because You're a Man) 5. 어떡해 (What Can I Do) 6. 누구세요 (Who Are You?) (feat. Bigtone) |
| 2013 | Fate(s) - Lançamento: 3 de abril de 2013 - Gravadora: YG Entertainment - Língua: Japonesa  | |

### Trilhas sonoras
| Ano  | Informações                                                                                     | Faixa                                      |
| ---- | ----------------------------------------------------------------------------------------------- | ------------------------------------------ |
| 2004 | A Moment to Remember (coreano: 내 머리 속의 지우개) OST - Lançamento: 26 de outubro de 2004     | 날그만잊어요 (Please Forget Me)            |
| 2007 | H.I.T (coreano: 히트) OST - Lançamento: 11 de abril de 2007                                     | 통증 (Pain)                                |
| 2008 | Sunny (coreano: 님은 먼 곳에) OST - Lançamento: 26 de junho de 2008                             | 님은 먼 곳에 (My Love is Faraway)          |
| 2008 | The Scale of Providence (coreano: 신의 저울) OST - Lançamento: 19 de setembro de 2008           | 애심 (Compassion)                          |
| 2008 | General Hospital 2 (coreano: 내게로 오는 길) OST - Lançamento: 19 de dezembro de 2008           | 내게로 오는 길 (The Path Towards Me)       |
| 2009 | Telecinema Triangle (coreano: 이별은 사랑 뒤를 따라와) OST - Lançamento: 19 de novembro de 2009 |                                            |
| 2009 | Will It Snow For Christmas? OST - Lançamento: 21 de dezembro de 2009                            | 그대라서 (Because It's You)                |
| 2010 | Dae Mul/Big Fish (coreano: 대물) OST - Lançamento: 6 de outubro de 2010                         | 죽어도 사랑해 (I Love You Even If You Die) |
| 2010 | Finding Mr. Kim (김종욱 찾기) OST - Lançamento: 23 de novembro de 2010                          | 러브 레시피 (Love Recipe)                  |
| 2011 | Midas (coreano: 마이더스) OST - Lançamento: 28 de fevereiro de 2011                             | 기다리고 싶어 (I Want to Wait)             |
| 2013 | That Winter, The Wind Blows OST Parte 3 - Lançamento: 27 de fevereiro de 2013                   | "Snowflower"                               |

- Lançado 9 de março de 2016

|You Are My Everything 
(Drama: Descendents of the sun)

### Videoclipes
| Ano  | Álbum          | Título                                                                 |
| ---- | -------------- | ---------------------------------------------------------------------- |
| 2003 | Like Them      | 그대 돌아오면 (If You Come Back To Me) (feat. Wheesung)                |
| 2003 | Like Them      | 친구라도 될 걸 그랬어 (We Should’ve Been Friends)                      |
| 2004 | It's Different | 기억상실 (Memory Loss)                                                 |
| 2005 | For The Bloom  | 아니 (No)                                                              |
| 2005 | For The Bloom  | 어른아이 (Childish Adult)                                              |
| 2006 | Unplugged      | 그대 돌아오면 (If You Come Back To Me)                                 |
| 2008 | Comfort        | 미안해요 (I'm Sorry) (feat. T.O.P)                                     |
| 2010 | Loveless (EP)  | 사랑은 없다 (There is No Love)                                         |
| 2010 | Loveless (EP)  | 남자라서 (Because You're a Man) (feat. Kim Hyun-joong e Jung Ryeo-won) |
| 2010 | Loveless (EP)  | 어떡해 (What Can I Do)                                                 |
| 2010 | -              | 러브 레시피 (Love Recipe) (feat. Bobby Kim)                            |

## Prêmios
| Ano  | Prêmio |
| ---- | --- |
| 2004 | - 19º Golden Disk Awards: Bonsang - 2004 Mnet Km Music Festival: Prêmio de Popularidade Móvel "기억상실" (Memory Loss)                                           |
| 2010 | - 2010 Mnet Asian Music Awards: Melhor Vocal "남자라서" (Because You’re A Man) - 2010 Melon Music Awards: Melhor Canção de R&B "남자라서" (Because You’re A Man) |
| 2012 | - 2011 Japan Billboard Music Awards: Melhor Novo Artista de K-pop                                                                                                |